# Cosizza
Cosizza is een plaats (frazione) in de Italiaanse gemeente San Leonardo.